# Jeanne Louise Milde
Jeanne Louise Milde (Brussel, 15 juli 1900 – Belo Horizonte, 1997) was een Belgisch beeldhouwer. Vanaf 1929 woonde en werkte ze in Minas Gerais, Brazilië. Milde was de eerste professionele kunstenares in Minas Gerais en wordt beschouwd als een van de voorlopers van het modernisme in de regio.

## Leven en werk
Jeanne Milde was een dochter van Josse Milde en Mathilde Cammaerts. Tegen de wens van haar ouders koos ze voor de beeldhouwkunst. In 1918 werd ze toegelaten tot de Koninklijke Academie voor Schone Kunsten van Brussel, als leerling van onder anderen Isidore De Rudder, Paul Du Bois, Jacques Marin, Arsène Matton en Victor Rousseau. In won door de jaren heen diverse academiemedailles en studeerde in 1925. Ze zou in 1925 of 1926 de Godecharleprijs hebben gewonnen, maar die werd in die jaren niet uitgereikt. Wel won ze in 1927 de Prix de Rome. Gezien de lastige politieke verstandhouding tussen België en Italië op dat moment, werd ze door de Belgische regering in staat werd gesteld een studiereis naar Frankrijk te maken in plaats van naar Italië. In 1927 toonde Milde haar werk in de salon de La Nef in Luik, de galerie Le Roy in Brussel, bij de Parijse salon en de galerieën La Cimaise en Petit Jean in Parijs. Het jaar erop nam ze onder andere deel aan de tweede salon van de Nationale Federatie van Schilders en beeldhouwers van België in Brussel. 
Begin 1929 stak Jeanne Milde op uitnodiging van de Braziliaanse regering de Atlantische Oceaan over. In het kader van de Missão Pedagógica Européia, een pedagogische missie, werden Europese docenten geworven om deel te nemen aan de hervorming van het onderwijs. Door de revolutie van 1930 werden niet alle plannen uitgevoerd, maar Milde besloot in het land te blijven. Ze gaf aan de Escola de Aperfeiçoamento ('Verbeterschool') in Belo Horizonte les aan toekomstige leerkrachten in tekenen, beeldhouwen, toegepaste kunsten en kunstgeschiedenis. In de loop der jaren gaf ze ook les op andere plaatsen, zoals de politieschool Rafael Magalhães en de lerarenopleiding Fazenda do Rosário en verrichtte ze werkzaamheden in ziekenhuizen. De Escola de Aperfeiçoamento ging in 1946 op in het Instituto de Educação de Minas Gerais, in 1955 ging Milde als hoogleraar met pensioen. 
Naast haar werk in het onderwijs liet Milde het beeldhouwen niet los. Ze maakte onder meer twee bas-reliëfs voor de entree van het schoolgebouw, een 250 kilo zware allegorie op de industrie voor een staalfabriek, bustes en funerair werk. Ze signeerde haar werk met 'J. Milde', in een zwierig handschrift. Milde exposeerde meerdere malen in Rio de Janeiro en Belo Horizonte tussen 1930 en 1996. Ze won in 1930 een gouden medaille op de Salon voor Schone Kunsten in Rio. 
Jeanne Milde werd in 1951 benoemd tot ridder in de Belgische Kroonorde. Ze overleed in 1997.

## Enkele werken
- 1930 twee bas-reliëfs, die verwijzen naar het kunstonderwijs en het wetenschappelijk onderwijs, voor het Instituto de Educação de Minas Gerais in Bela Horizonte.
- 1932-1933 bronzen hoog-reliëf met een allegorie op de industrie voor het hoofdkantoor van de staalfabriek Companhia Siderúrgica Belgo-Mineira in Sabará. Gemaakt in opdracht van Louis Ensch, directeur-ingenieur van Belgo-Mineira.
- bronzen portretmedaillon voor het graf van Domingos Xavier de Andrade (1903-1940) op begraafplaats Bonfim in Belo Horizonte. De Andrade, beter bekend als Monsã, was een grafisch kunstenaar en politiek tekenaar.
- 1942 bronzen boekwerk met florale omlijsting voor het mausoleum van auteur Achiles Vivacqua (1900-1942) op begraafplaats Bonfim in Belo Horizonte.
- buste van Gaston Barbanson (1876-1946), Belgisch industrieel en medeoprichter van Belgo-Mineira. De buste staat sinds 2015 in het stadhuis van João Monlevade.
- 1955 bronzen plaquette voor het graf van Carlos Álvares da Silva Campos (1893-1955), hoogleraar industrieel-, arbeids- en strafrecht, op begraafplaats Bonfim in Belo Horizonte.
- buste van José Octaviano Neves (1898-1961), gynaecoloog en hoogleraar menselijke anatomie aan de universiteit van Minas Gerais. Het werk staat tussen twee klinieken aan het Praça Hugo Werneck in Belo Horizonte.

## Werk in openbare collecties
- Koninklijke Musea voor Schone Kunsten van België
- M - Museum Leuven
- Museu Mineiro in Belo Horizonte
- Instituto de Educação in Belo Horizonte
- Nationaal Museum voor Schone Kunsten in Rio de Janeiro